# Seitneria
Seitneria är ett släkte av steklar som beskrevs av Tavares 1928. Seitneria ingår i familjen glattsteklar.
Släktet innehåller bara arten Seitneria austriaca.